# Politikåret 1805

## Händelser
- 30 juni - Michiganterritoriet upprättas i USA.[1]

### Fotnoter
1. ↑  ”Michigan” (på engelska). World Statesmen. http://www.worldstatesmen.org/US_states_L-M.html#Michigan. Läst 30 juli 2015.